# Her (distrito)
Her (em armênio: Հեր) foi um gavar (cantão) da província da Persarmênia, na Armênia. Na atualidade, faz parte do condado de Salmas, no Irã.

## Nome
Her é a forma medieval de Huiava (Huyavā), registrado na inscrição de Beistum, que em árabe gerou Hueia (Huweya). Josef Markwart propôs que o nome derivou do medo Hede (Hed) ou Quede (Χed). Na Antiguidade, aparece em assírio como Ulca (Ulḫa) e em armênio (Ուղխ, Uղχ). Outras grafias antigas registradas são Gobedi / Gobedia (Gobdi / Gobdia), cuja forma original era Gobai ou Chobeda (Chobda).

## História
Inscrições urartianas mencionam uma região chamada Zaranda, que incluía Zaravanda, Maranda e Her. Uma das menções mais antigas a Her é feita Vida de São Gregório, onde é registrada como Querã (em grego: Χεραν; romaniz.: Cheran). Centrava-se na cidade de Her (atual Coi, no Irã) e compreendia uma área de 1 125 quilômetros quadrados. Junto de Zaravanda, compunha um principado governado por uma dinastia homônima. O nome Persarmênia, que define a província onde Zarevanda-Her (Sigrianica para os gregos) estava localizado, não foi utilizado pelas fontes armênias anteriores a Ananias de Siracena e é possível, segundo Robert Hewsen, que a província como um todo tinha o mesmo nome do principado, com o nome atribuído por Ananias aludindo à sua anexação pelo Império Sassânida com base nos termos da Paz de Nísibis de 363.